# Kleinspannung
Kleinspannung (englisch Extra Low Voltage, ELV) ist eine Spannung in der Elektrotechnik, die Grenzwerte für den Spannungsbereich I nach IEC 61140 nicht überschreitet.
Es handelt sich um denjenigen Teilbereich der Niederspannung, der folgende Werte nicht überschreitet:
- für Wechselspannung (~/AC) 50 V
- für Gleichspannung (=/DC) 120 V.

Diese Werte gelten entsprechend der Grenze für die dauernd zulässige Berührungsspannung für erwachsene gesunde Menschen und normale Anwendungsfälle als nicht lebensbedrohlich. Für besondere Anwendungsfälle sind niedrigere Werte festgelegt (siehe VDE 0100 Gruppe700).
| Spannungsbereiche | Spannungsbereiche | Wechselspannung | Gleichspannung | Gefahr      |
| ----------------- | ----------------- | --------------- | -------------- | ----------- |
| Hochspannung      |                   | > 1000 V        | > 1500 V       | Lichtbogen  |
| Niederspannung    |                   | ≤ 1000 V        | ≤ 1500 V       | Stromunfall |
| Niederspannung    | Kleinspannung     | ≤ 50 V          | ≤ 120 V        | Feuer       |

Die EU-Niederspannungsrichtlinie gilt für Wechselspannungen über 50 V Effektivwert und Gleichspannung über 75 V und die Produktsicherheitsrichtlinie für das Segment der Kleinspannung, welches diese Grenzwerte unterschreitet.
Bei Spannungen unter der Hälfte der für gesunde Erwachsene angegebenen Grenzen, also unter 25 V Wechselspannung oder unter 60 V Gleichspannung, kann gänzlich auf einen Schutz gegen Berühren verzichtet werden; bei diesen „berührungssicheren“ Spannungen wird ein Stromunfall ausgeschlossen, sie gelten auch für Haustiere, Kinder und Vorgeschädigte als ungefährlich. Es bestehen jedoch weiterhin Gefahren durch Kurzschluss, Erhitzung, Entwicklung giftiger Dämpfe, Feuer. 
In Bereichen der Feuchtrauminstallationen gelten andere Bedingungen: auf Isolation gegen Berühren kann nicht verzichtet werden, und Wechselspannungen sind auf 25 V bzw. 12 V und Gleichspannungen auf 60 V begrenzt.
Je nach Höhe der Spannung und Art der elektrischen Trennung wird zwischen den drei Systemen SELV, PELV und FELV entsprechend der folgenden Abschnitte unterschieden:

## Sicherheitskleinspannung (SELV)

Symbol Schutzklasse III (SELV)

Symbol für sichere elektrische Trennung

Die Sicherheitskleinspannung (engl. Safety Extra Low Voltage, SELV) ist eine kleine elektrische Spannung, die aufgrund ihrer geringen Höhe und der Isolierung gegen Stromkreise höherer Spannung besonderen Schutz gegen einen elektrischen Schlag bietet.
Mit Sicherheitskleinspannung betriebene Geräte, die selbst keine höheren Spannungen erzeugen, werden gemäß DIN EN 61140 (VDE 0140-1) mit der Schutzklasse III bezeichnet.
Die Spannung ist so klein, dass elektrische Körperströme im Normalfall ohne Folgen bleiben. Die Spannungsquelle kann entweder ein Generator sein, zum Beispiel ein Fahrraddynamo, oder eine Batterie.
Andernfalls müssen besondere Anforderungen an die Isolierung gegenüber netzspannungsführenden Teilen (z. B. Primärwicklung eines Transformators) eingehalten werden, die als sichere Trennung bezeichnet werden.
Netztransformatoren zur Erzeugung von Sicherheitskleinspannungen müssen eine galvanische Trennung von Primär- und Sekundärwicklung aufweisen und zusätzlich so gebaut werden, dass ein Kurzschluss zwischen Primär- und Sekundärwicklung sowie deren Anschlüssen nicht möglich ist. Die Wicklungen dürfen nur dann übereinander liegen, wenn zwischen ihnen eine doppelte oder verstärkte Isolierung liegt. Oft werden die Wicklungen über- oder nebeneinander in getrennten Isolierstoffkammern untergebracht. Solche Transformatoren mit sicherer elektrischer Trennung werden als Sicherheitstransformatoren (EN 61558-2-6) bezeichnet.
Die Prüfspannung (Bemessungsstoßspannung) hängt von der Überspannungskategorie und der Nennspannung des Stromversorgungssystems ab (EN 60664-1, Tabelle F.1; Fachgrundnorm). So beträgt diese im Falle der Überspannungskategorie II für einen einphasigen Anschluss an einem 230-V-Wechselspannungsnetz (Spannung Leiter-Neutralleiter zwischen 150 und 300 V) 2,5 kV. Bei der doppelten Isolation müssen beide Basisisolationen dieser Bemessungsstoßspannung standhalten. Häufiger wird für die sichere Trennung die verstärkte Isolierung verwendet. Dabei wird die Bemessungsstoßspannung eine Klasse höher angesetzt, das sind im genannten Beispiel 4 kV (EN 60664-1, Tabelle 1).
Mit der Bemessungsstoßspannung und dem Verschmutzungsgrad kann die erforderliche Mindestluftstrecke für die sichere Trennung (SELV) ermittelt werden (EN 60664-1, Tabelle 2). Es wird dabei empfohlen, die Bedingung inhomogenes Feld auszuwählen. Im o. g. Beispiel ergeben sich dabei 3 mm (Stoßspannung 4 kV, inhomogenes Feld, Verschmutzungsgrad 2).
Die Mindestkriechstrecken für die elektrische Trennung werden mit Hilfe der Tabellen 3a, 3b und 4 der EN 60664-1 ermittelt. Dazu wird neben der Kenntnis der o. g. Arbeitsspannung (im Beispiel Klasse bis 250 V) und des o. g. Verschmutzungsgrades auch die Kenntnis der Isolierstoffgruppe benötigt (z. B. IG II für CTI-Werte 400…600). Diese beträgt im Beispiel 1,8 mm (IG II, 250 V, Verschmutzungsgrad 2). Für die sichere Trennung der Sicherheitskleinspannung muss dieser Wert verdoppelt werden (im Beispiel nun 3,6 mm).
Ist die Nennspannung bei Wechselspannung kleiner als 25 V und bei Gleichspannung kleiner als 60 V, so erübrigt sich ein Schutz gegen direktes Berühren. Beispiele sind Kleinspannungs-Halogenglühlampen (z. B. Seilsysteme) oder Modelleisenbahntransformatoren.
Ist die Spannung höher, muss ein Schutz gegen direktes Berühren sichergestellt werden, zum Beispiel durch Isolierung, Abdeckungen oder Umhüllungen.
Bekannte Quellen von Sicherheitskleinspannungen sind Batterien sowie Klingeltransformatoren und Transformatoren für die Modelleisenbahn (Spielzeugtransformator) sowie Netzteile in Geräten der Schutzklasse III (z. B. Steckernetzteile oder Ladegeräte).
Für Kinderspielzeug darf gemäß EU-Richtlinie 2009/48/EG die Nennspannung höchstens 24 V Gleichspannung oder die entsprechende Wechselspannung betragen und der Transformator für die Schutzkleinspannung darf keinen Bestandteil des Spielzeugs bilden.
Bei Arbeiten in engen Räumen und gefährdeten Bereichen zum Beispiel im Innern von Kesseln und Tanks ist für Elektrohandgeräte u. a. eine Sicherheitskleinspannung von 42 V üblich. 
Sicherheitskleinspannung schützt nur vor den Auswirkungen von Körperströmen unter normalen Bedingungen, nicht aber vor Lichtbögen oder Hitze. Außerdem schützt sie nicht bei Anwendungen mit direkt in den Körper führenden Strömen.

## Schutzkleinspannung mit elektrisch sicherer Trennung (PELV)
Die Schutzkleinspannung mit elektrisch sicherer Trennung (engl. Protective Extra Low Voltage, PELV, früher „Schützende Kleinspannung“) bietet ebenfalls Schutz gegen elektrischen Schlag.
In Bezug auf die Erdung von Funktionskleinspannungsstromkreisen ist der Einsatzfall zu betrachten. Für allgemeine Installationen (z. B. in Gebäuden) ist in der DIN VDE 0100-410:2018-10 in Abschnitt 414.4.1 festgelegt: „PELV-Stromkreise und/oder Körper der durch die PELV-Stromkreise versorgten Betriebsmittel dürfen geerdet werden.“
Für die „Elektrische Ausrüstung von Maschinen“ ist in der EN 60204-1:2006 (VDE 0113-1), in Abschnitt 6.4.1 festgelegt, dass eine Seite des Stromkreises oder ein Punkt der Energiequelle des PELV-Stromkreises an das Schutzleitersystem angeschlossen werden muss. Diese Aussage bezieht sich also ausschließlich auf die elektrische Installation von Maschinen.
Sichere Trennung bedeutet wie bei Sicherheitskleinspannungsquellen, dass der Primärstromkreis von Netztransformatoren vom Sekundärstromkreis durch eine doppelte oder verstärkte Isolierung getrennt sein muss. Für die Ermittlung der erforderlichen Bemessungsstoßspannungen sowie der Mindestkriech- und Luftstrecken gilt das im Kapitel „Sicherheitskleinspannung“ besagte.
Funktionskleinspannungen mit sicherer Trennung werden eingesetzt, wenn aus betrieblichen Gründen aktive Leiter der Kleinspannung oder die Körper der Betriebsmittel geerdet werden müssen. Das ist beispielsweise der Fall, wenn man einen Potentialausgleich zur Vermeidung von Funkenbildung in Behältern und explosionsgefährdeten Räumen realisieren muss.
Ein weiteres Beispiel sind Audiogeräte und -verstärker, bei denen die Gehäuse aus Gründen der Abschirmung von Störungen geerdet sein müssen. Die Erdung dient hier nicht als Schutzmaßnahme bzw. Schutzerdung, sondern der Funktion. Dementsprechend bezeichnet man sie als Funktionserdung.
Ein weiterer Vorteil liegt in der Vermeidung von Fehlfunktionen der Steuerung. Sollte durch Beschädigung einer spannungsführenden Ader ein Körperschluss entstehen, löst das Sicherungselement aus. Ohne Funktionskleinspannung mit sicherer Trennung würde ein weiterer Körperschluss zu Fehlfunktionen führen.
Durch die Gehäuseerdung können unabhängig von der Kleinspannung gefährliche Ableitströme über den Körper fließen, wenn Störungen an anderen Geräten oder Einrichtungen auftreten, bei denen deren berührbare leitfähige Teile Netzspannung annehmen.
Als Spannungsquellen für Schutzkleinspannung kommen infrage:
- Akkumulatoren oder andere elektrochemische Stromquellen (DIN 57510/VDE 0510) bzw. galvanische Elemente
- Sicherheitstransformatoren nach VDE 0551 bzw. unter bestimmten Bedingungen auch Transformatoren mit sicherer elektrischer Trennung (z. B. DIN 57804/VDE 0804)
- Spannungsquellen, die im Sicherheitsgrad den Sicherheitstransformatoren wie oben entsprechen, z. B. Generatoren mit getrennten Wicklungen (VDE 0530)
- Elektronische Geräte, wenn sichergestellt ist, dass im Fehlerfall die Ausgangsspannung (auch gegen Erde) nicht höher ansteigt, als im Rahmen der Schutzkleinspannung erlaubt oder dass eine höhere Spannung bei Berührung unmittelbar und in weniger als 0,2 Sekunden herabgesetzt wird.[5]

## Funktionskleinspannung ohne elektrisch sichere Trennung (FELV)
Die Funktionskleinspannung ohne elektrisch sichere Trennung (engl. Functional Extra Low Voltage, FELV) ist eine kleine elektrische Spannung, die hinsichtlich ihrer Höhe an sich keine Gefahr beim Berühren darstellt. Dieses System ist als Maßnahme zum Schutz gegen elektrischen Schlag nicht erlaubt.
Doppelte oder verstärkte Isolierungen sind hier nicht vorgesehen. Erdungen und Verbindungen der Stromkreise mit Schutzleitern sind zulässig. Gehäuse und Körper müssen jedoch mit dem Schutzleiter der Primärseite verbunden sein.
Um den Schutz gegen direktes Berühren gewährleisten zu können, muss die Isolierung entsprechend der Nennspannung des Primärstromkreises der Stromquelle gewählt werden oder wahlweise auch durch Abdeckungen oder Umhüllungen (Abdeckungen oder Umhüllungen sind dafür bestimmt, das Berühren aktiver Teile zu verhindern). Die Körper der Betriebsmittel des FELV-Stromkreises müssen mit dem Schutzleiter des Primärstromkreises der Stromquelle verbunden werden. (DIN VDE 0100-410)
Die Erdung des Sekundärkreises kann bei Masseschlüssen bzw. Erdschlüssen zur Selbsteinschaltung von Schützen führen, falls diese über Masse/Minus geschaltet werden. Ein Körperschluss oder Erdschluss spannungsführender Leiter führt jedoch bei geerdetem Sekundärkreis zu einer Abschaltung durch Überstromschutzeinrichtung, sodass auch ein einzelner Fehler erkannt werden kann. In nicht geerdeten Sekundärkreisen mit Sicherheitskleinspannung sind dagegen doppelte Körper- oder Erdschlüsse nötig (zum Beispiel vor und hinter den Schaltgeräten), um Selbsteinschaltung hervorzurufen.
Typische Anwendungen sind Steuerungen von Maschinen. Bei der Konstruktion muss daher zwischen diesen Fällen abgewogen werden.